# Stoomtram in Nederland

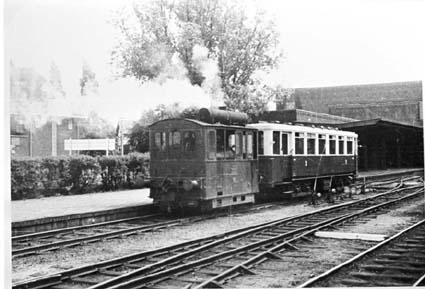
Gooische Stoomtram te Naarden-Bussum, omstreeks 1940.

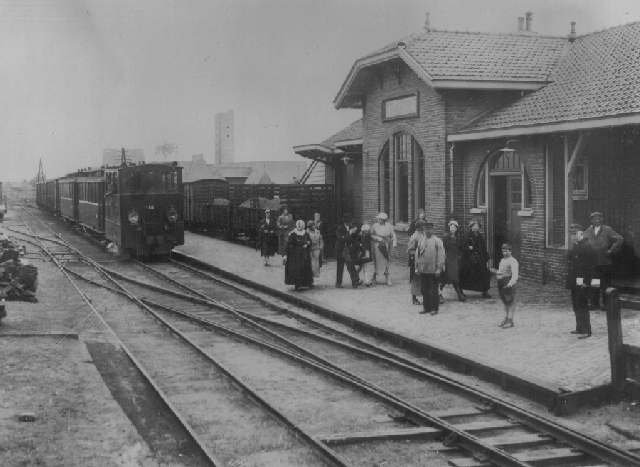
Station Zwolle Veerallee van de Stoomtram Zwolle – Blokzijl in 1934.

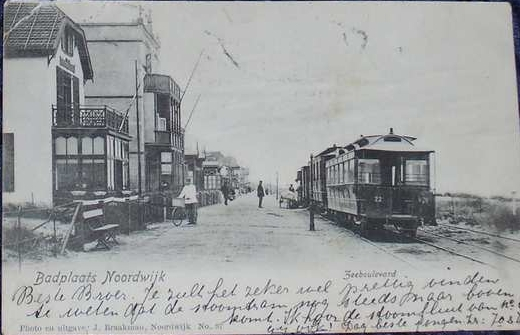
Stoomtram te Noordwijk aan Zee, foto genomen door J. Braakman, 1901.

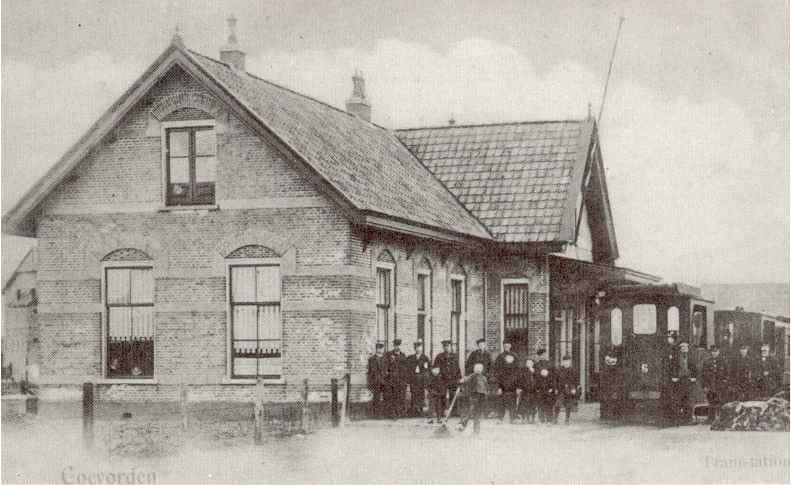
Station Coevorden van de Dedemsvaartsche Stoomtramweg-Maatschappij in 1906.

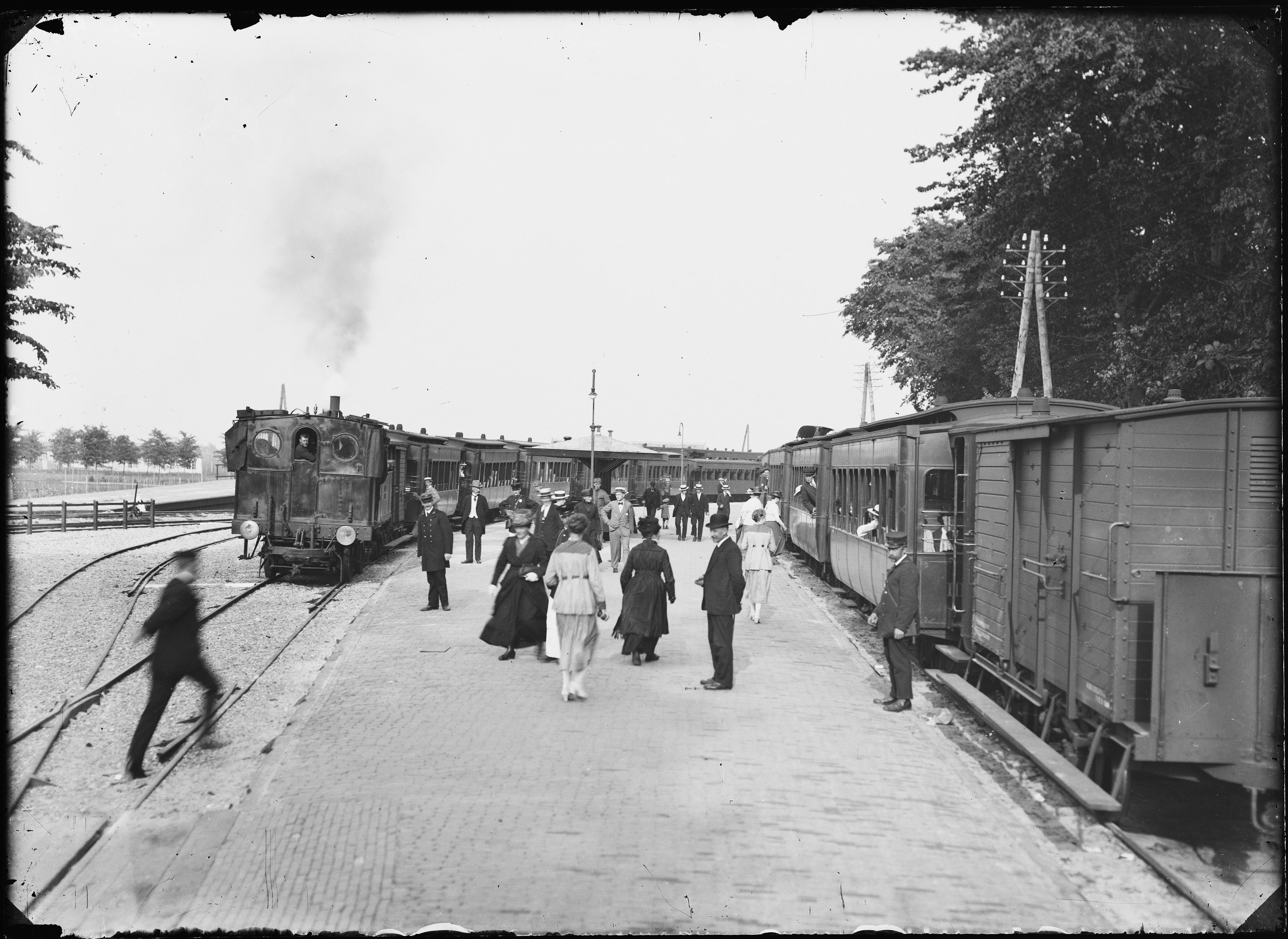
Twee stoomtrams op het station van Bergen, gezien vanaf het perron naar het oosten; 1914.

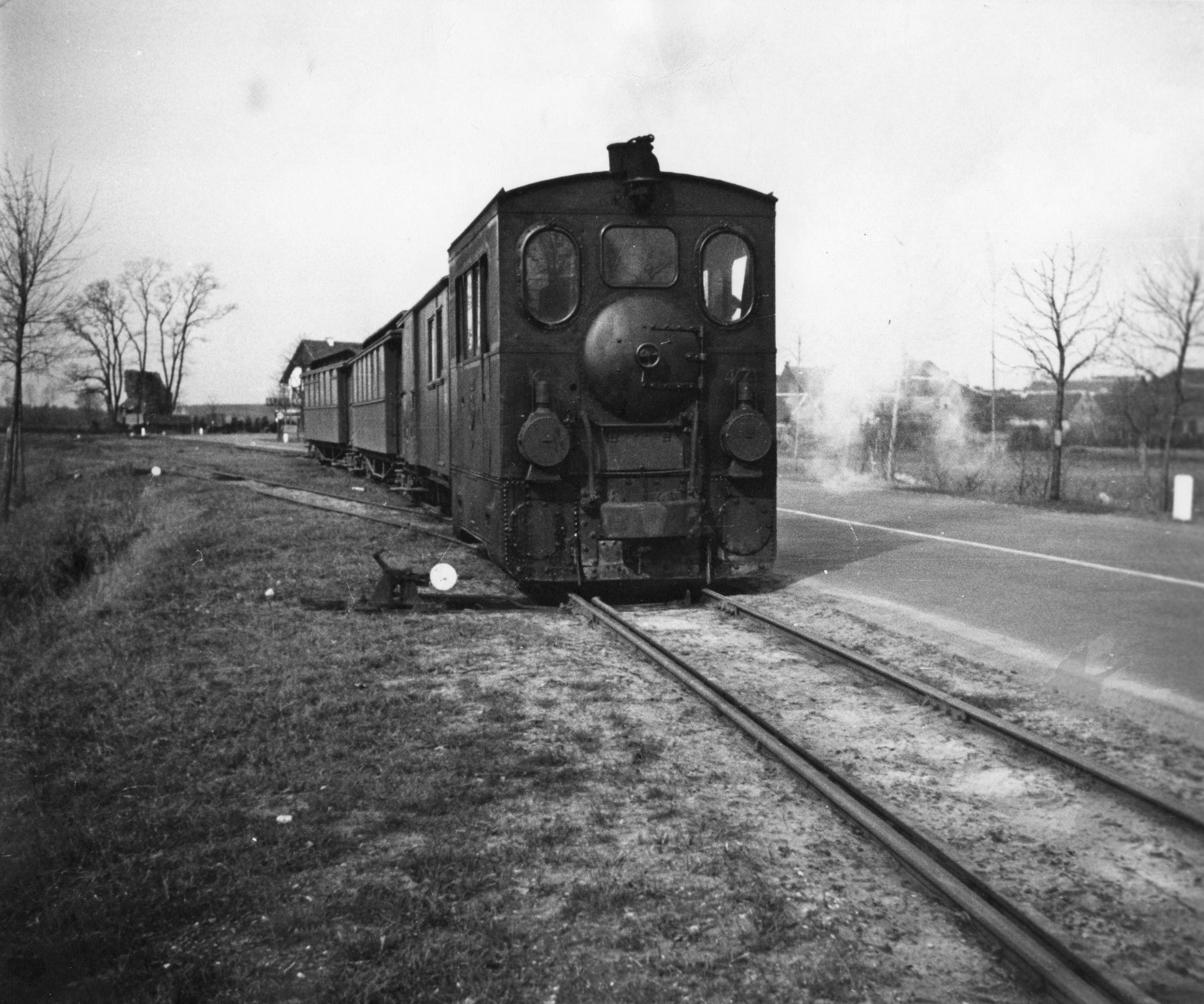
Locomotief van de stoomtramlijn van de Maas-Buurtspoorweg (MBS). De tram staat in Arcen en is op weg naar Lomm, Velden, Venlo; 1934.

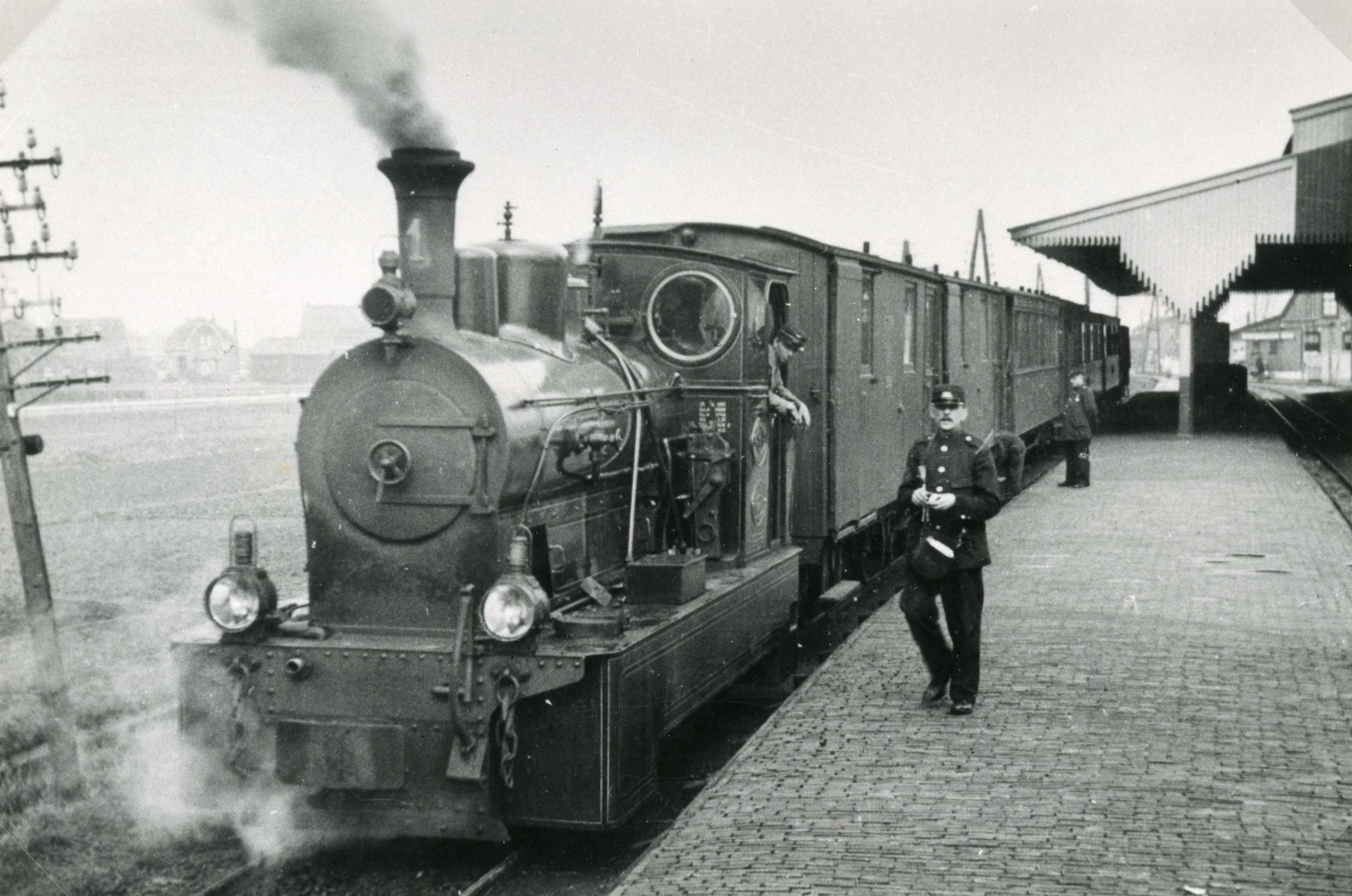
Stoomtram op station Spijkenisse met RTM stoomloc no. 1 (nieuwe serie), gebouwd in 1905 door Werkspoor, Amsterdam, fabrieksnummer 137; 5 april 1937.

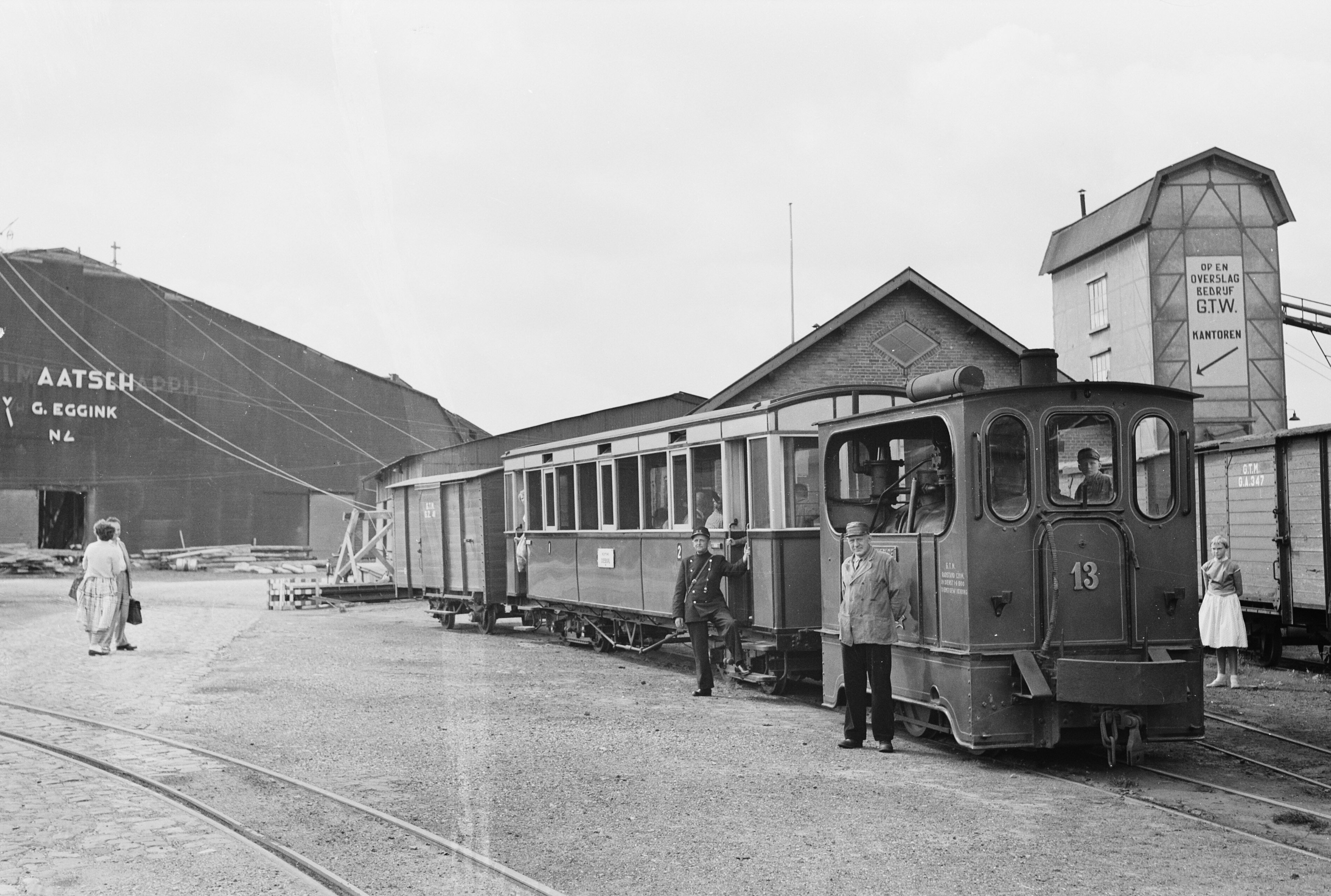
De stoomtram Doetinchem – Doesburg rijdt voor de laatste keer. Loc 13, rijtuig AB 48 en goederenwagen GZ 41 in het GTW-depot te Doetinchem; 31 augustus 1957.

Op 1 juli 1879 reden er voor het eerst stoomtrams in Nederland over het vijf kilometer lange traject tussen Den Haag-Rhijnspoorstation (nu Den Haag Centraal) en Scheveningen. Een jaar eerder, op 23 april 1878, maakte de eerste stoomtramlocomotief in Nederland al proefritten op de Badhuisweg op de paardentramlijn tot de Wittebrug.
Het werd een groot succes. Binnen de kortste keren werden tienduizend reizigers naar de badplaats in opkomst vervoerd. De paardentram had daarmee afgedaan, hoewel dit fenomeen nog een halve eeuw in het Nederlandse straatbeeld zou blijven bestaan.
Na Den Haag – Scheveningen, geëxploiteerd door de Nederlandsche Rhijnspoorweg-Maatschappij, volgden de Zuider Stoomtram met de lijn Breda – Oosterhout, de Gooische Stoomtram en talrijke andere verbindingen. In 1922, op het hoogtepunt van de stoomtram-ontwikkeling, telde Nederland 47 particuliere trambedrijven die gezamenlijk ruim 2.500 kilometer tramnet exploiteerden. Er waren toen ruim 580 stoomlocs aanwezig, en een handvol motorwagens. Want wie de slag met de eerste autobussen niet wilde verliezen, moest investeren in nieuwe vervoersystemen.

## Door het hele land
Grote landelijke gebieden werden door de stoomtrams ontsloten. Ook steden en dorpen die nog geen aansluiting hadden op het spoorwegnet werden nu per rail verbonden. Delen van Friesland, Groningen, Drenthe, Achterhoek, Betuwe, Limburg, Noord-Brabant, Zeeland en Noord- en Zuid-Holland danken hun bloei aan deze nieuwe gemechaniseerde vorm van openbaar vervoer. Groot verschil met België was dat er in Nederland vele trambedrijven waren, terwijl in België de Nationale Maatschappij van Buurtspoorwegen bijna het hele netwerk van circa 5.000 kilometer onder haar hoede had.

## Weerstand
Niet overal werd de stoomtram met gejuich ontvangen. Veel plattelandsgemeenten waren niet happig op het verstrekken van vergunningen. Men was bang dat de 'rook en smook' de leefbaarheid van de dorpen zou aantasten, en vreesde voor de veiligheid op de wegen. Waar veel rieten daken waren, werd ook het brandgevaar wel als argument gebruikt om geen stoomtram toe te staan.

## Goederenvervoer
Niet alleen reizigers werden met de stoomtrams vervoerd, ook goederen werden toen volop, zelfs met aparte goederentrams, getransporteerd. In het genoemde jaar 1922 werd twee miljoen ton geregistreerd. Belangrijke goederenvervoerders waren onder meer de RTM (suikerbieten), de DSM (turfstrooisel), de Gelderse Tram (industriële producten) en de NTM (agrarische producten) in Friesland.

## Neergang
Vanaf de jaren dertig begon de neergang van de stoomtram. Concurrentie door autobussen en vrachtauto's deden veel stoomtrams verdwijnen. Sommige trambedrijven wisten hun bestaan nog te rekken door invoering van motortractie of door elektrificatie, maar in de jaren vijftig was het toch echt afgelopen. Sinds de jaren zestig kennen we dit fenomeen uitsluitend als museumstoomtram. Van de vroegere stoomtramlijnen bestaan nog als elektrische tramlijn de verbindingen tussen Den Haag en Delft (lijn 1), Den Haag en Scheveningen (lijn 11) en tussen Rotterdam en Schiedam.

## Spoorwijdtes
De diverse bedrijven gebruikten diverse spoorwijdtes. De meest voorkomende waren 750 mm, 1000 mm (meterspoor), 1067 mm (kaapspoor) en 1435 mm (normaalspoor). Voordeel van lijnen op normaalspoor was dat goederenwagens (en soms ook reizigerstrams) rechtstreeks van en naar het landelijke spoorwegnet konden worden doorgevoerd. Bij smalspoor moest worden overgeladen, respectievelijk overgestapt. Voordeel van smalspoor was de goedkopere aanleg. Voordeel van de 750 mm was het grote gemak waarmee fabrieksaansluitingen gerealiseerd konden worden.

## Maatschappijen die stoomtramlijnen hebben onderhouden
- Betuwsche Stoomtramweg-Maatschappij (BSM)
- Dedemsvaartsche Stoomtramweg-Maatschappij (DSM)
- Eerste Drentsche Stoomtramweg-Maatschappij (EDS)
- Geldersch-Overijsselsche Stoomtram Maatschappij (GOSM)
- Geldersche Tramweg-Maatschappij (GTM)
- Gooische Stoomtram (GSM)
- Haagsche Tramweg-Maatschappij (HTM)
- Hollandsche Buurtspoorwegen (HB)
- Hollandsche IJzeren Spoorweg-Maatschappij (HIJSM)
- Limburgsche Tramweg-Maatschappij (LTM)
- Maas-Buurtspoorweg (MBS)
- Maatschappij tot Exploitatie van Staatsspoorwegen (MESS), ook wel (SS)
- Maatschappij tot Exploitatie van Tramwegen (MET)
- Nederlandsche Rhijnspoorweg-Maatschappij (NRS)
- Nederlandsche Tramweg Maatschappij (NTM)
- Noord-Zuid-Hollandsche Stoomtramweg-Maatschappij (NZHSTM)
- Ooster Stoomtram-Maatschappij (OSM)
- Rotterdamsche Tramweg Maatschappij (RTM)
- Rijnlandsche Stoomtramweg-Maatschappij (RSTM)
- Societé Anonyme des Tramways à vapeur Flessingue - Middelbourg et extensions (VM)
- Spoorweg-Maatschappij De Zuider Kogge (ZK)
- Spoorweg-Maatschappij Meppel - Balkbrug (MB)
- Spoorweg-Maatschappij Zwolle - Blokzijl (ZB)
- Stoomtram Hulst - Walsoorden (SHW)
- Stoomtram Maas en Waal (M&W)
- Stoomtram-Maatschappij Breskens - Maldeghem (SBM)
- Stoomtram 's-Hertogenbosch - Helmond - Veghel - Oss (HHVO)
- Stoomtramweg Hansweert - Vlake (HV)
- Stoomtramweg Maatschappij Bussum - Huizen (BH)
- Stoomtramweg-Maatschappij Antwerpen - Bergen op Zoom - Tholen (ABT)
- Stoomtramweg-Maatschappij Oostelijk Groningen (OG)
- Stoomtramweg-Maatschappij Oldambt - Pekela (SOP)
- Stoomtram Tiel - Buren - Culemborg (TBC)
- Stoomtram Walcheren (SW)
- Stoomtramweg Maatschappij West Friesland (SMWF)
- (Tweede) Noord-Hollandse Tramweg-Maatschappij (NHT / TNHT)
- Westlandsche Stoomtramweg Maatschappij (WSM)
- IJsel Stoomtramweg-Maatschappij (IJSM)
- IJzendijksche Stoomtramweg Maatschappij (IJzSM)
- Zeeuwsch-Vlaamsche Tramweg-Maatschappij (ZVTM)
- Zuider Stoomtramweg-Maatschappij (ZSM)

## Algemene literatuur over de Nederlandse stoomtram
- De stoomtram - W.J.M. Leideritz, uitg. De Alk, 1973. ISBN 90-6013-632-2
- De Nederlandse stoomtram in oude ansichten - Jan Reeskamp, uitg. Europese Bibliotheek. ISBN 90-288-2763-3
- De Nadagen van Neerlands stoom- en motortrams - Jan Voerman, uitg. Elmar, Rijswijk, 1989 (fotoboek). ISBN 90-6120-690-1
- De stoomlocomotieven der Nederlandse tramwegen - S. Overbosch, uitg. De Bataafsche Leeuw, 1985 (3e, uitgebreide druk). ISBN 90-6707-051-3
- De rijtuigen van de Nederlandse stoomtramwegen - A. Dijkers, uitg. NVBS, 1987. ISBN 90-9001756-9
  - idem (als gewijzigde, uitgebreide herdruk, maar fotoloos): De rijtuigen van de Nederlandse paarden-, stoom- en motortramwegen - A. Dijkers, uitg. NVBS, 2004. ISBN 90-808885-1-6
- De goederenwagens van de Nederlandse tramwegen - A. Dijkers, Schuyt & Co, 1996. ISBN 90-6097-404-2
- Overzicht van de Nederlandse spoor- en tramwegbedrijven, deel 1 van de Boekenreeks van de NVBS - J.W. Sluiter, Matrijs, 2002. ISBN 90-5345-224-9

## Museumstoomtrams
- Museumstoomtrams in Nederland
- Museumstoomtram Hoorn - Medemblik
- Nationaal Smalspoormuseum, Katwijk
- Stichting voorheen RTM, Ouddorp

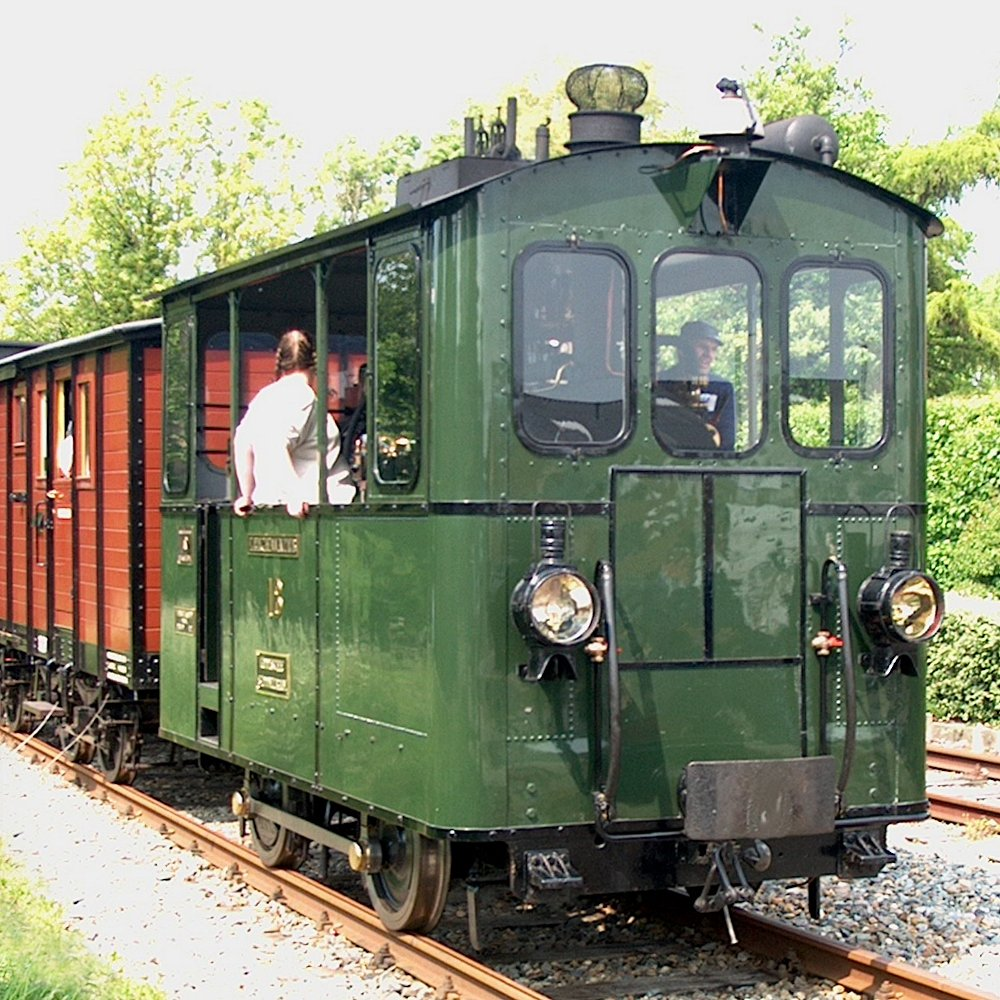
Museumstoomloc GSM 18 (SHM).
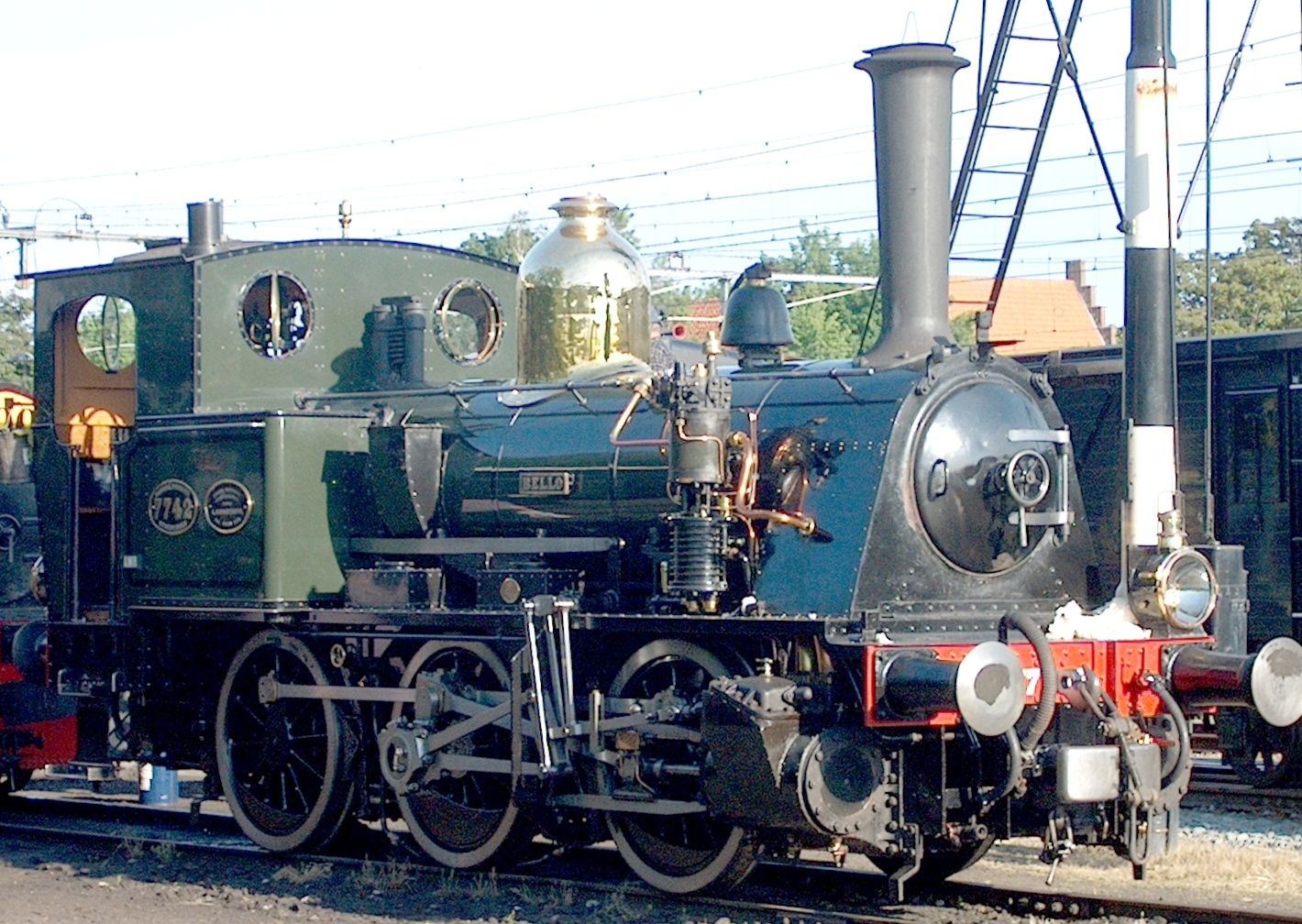
Locomotief NS 7742 "Bello" is als enige van de in 1955 opgeheven tramlijn Alkmaar - Bergen aan Zee bewaard gebleven en rijdt nu bij de Museumstoomtram Hoorn-Medemblik.
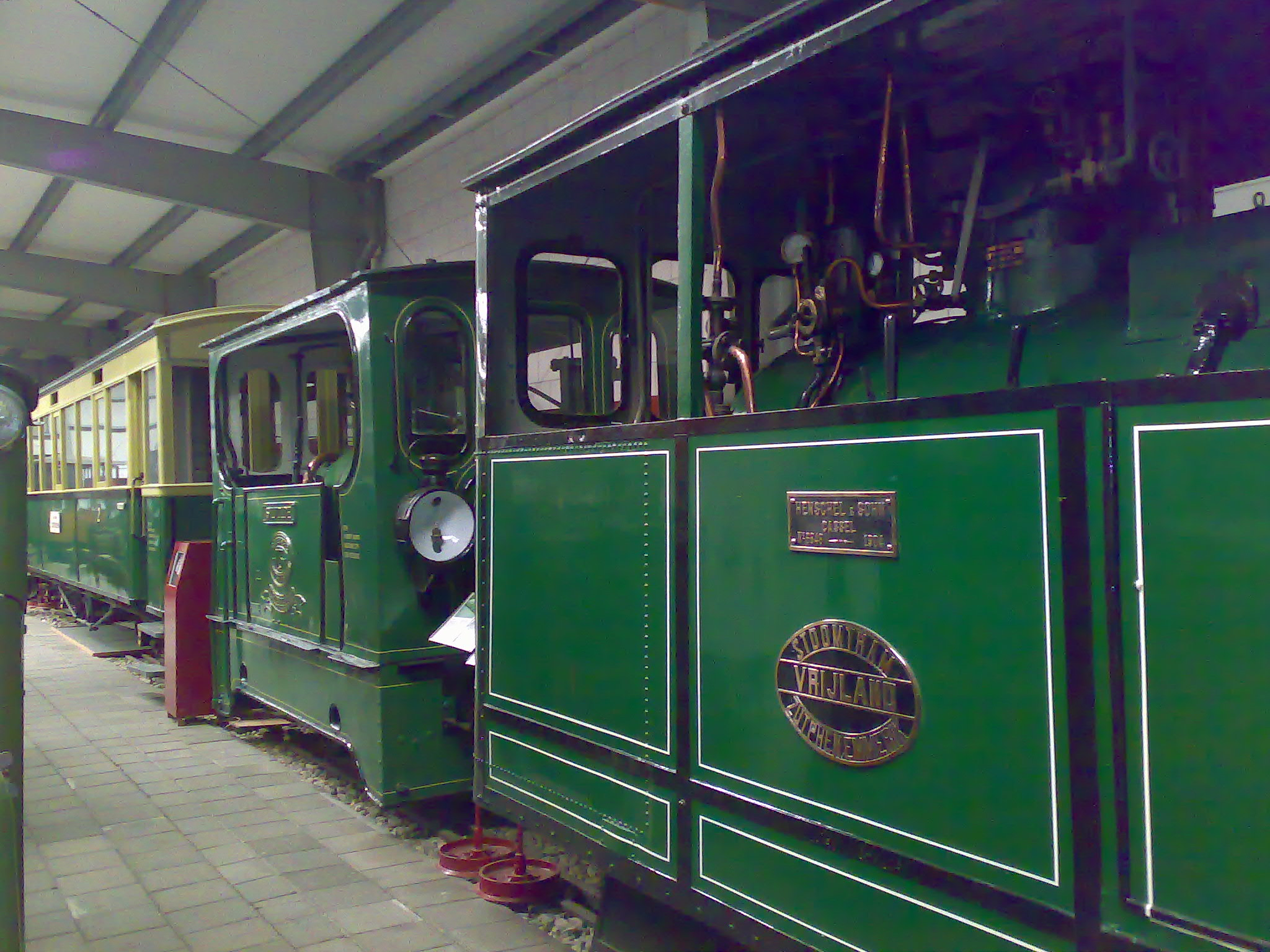
Stoomtramlocs 'Vrijland' en 'Silvolde' met daarachter een origineel stoomtramrijtuig, alle afkomstig van de Geldersche Tramwegen (GTW) en thans te bezichtigen in het Nationaal Smalspoormuseum te Katwijk (ZH).
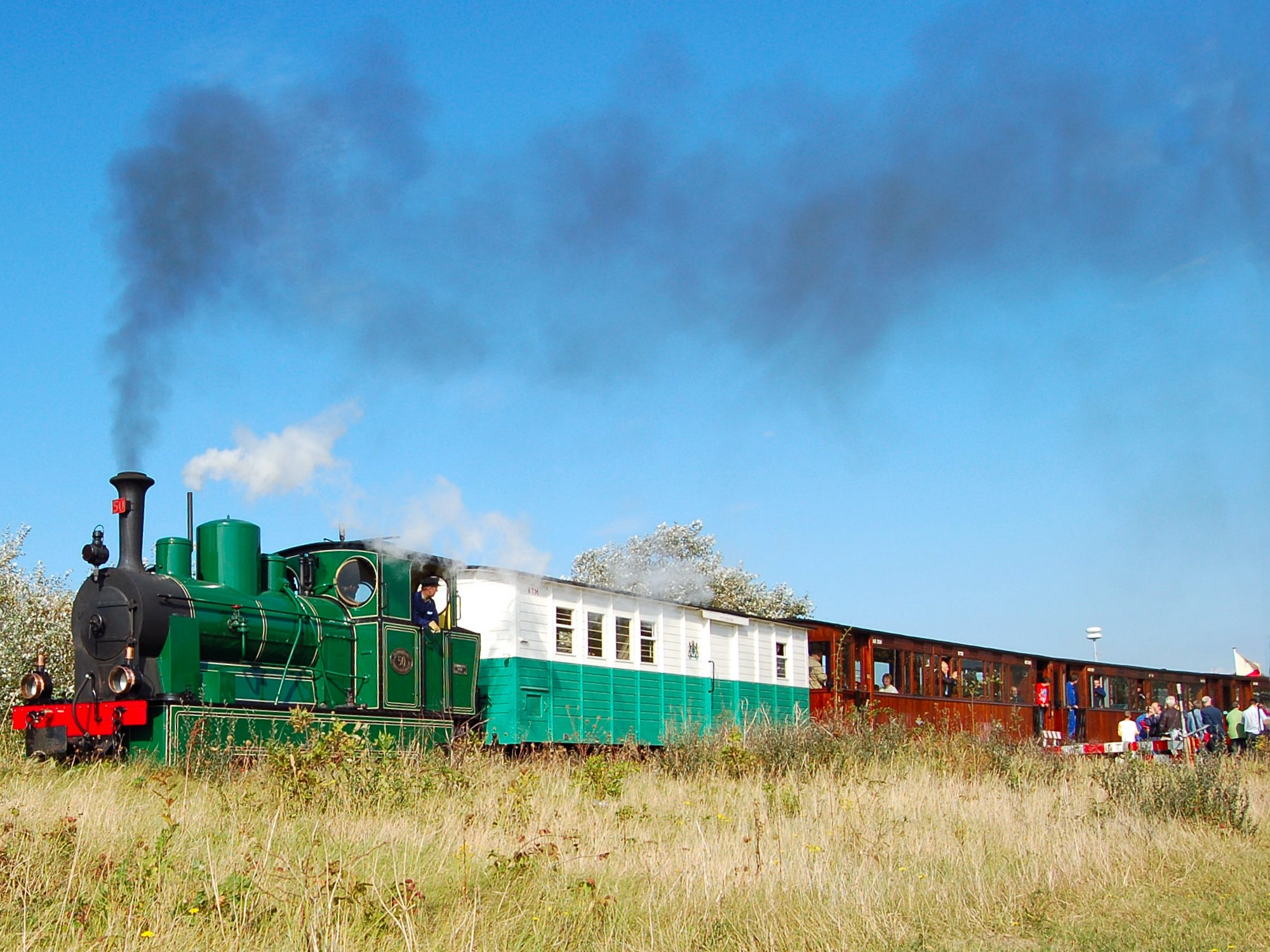
Museumstoomtram van de Rotterdamsche Tramweg Maatschappij te Ouddorp.